# Gonodontis stramenticea
Gonodontis stramenticea là một loài bướm đêm trong họ Geometridae.